# 仙台市営モノレール南西線
仙台市営モノレール南西線（せんだいしえいモノレールなんせいせん）は、かつて宮城県仙台市において計画されていたモノレール等の新交通システムの新設構想。
仙台市青葉区桜ケ岡公園から太白区八木山を経由して、太白区茂庭台に至るルートであり、愛子駅までの延伸も計画されていた。1987年（昭和62年）11月に公式発表され、1991年（平成3年）3月に事業化を公式に断念した。同構想の桜ケ岡公園 - 八木山間は、仙台市地下鉄東西線（2015年12月6日開業）に受け継がれる形になった。

## 沿革

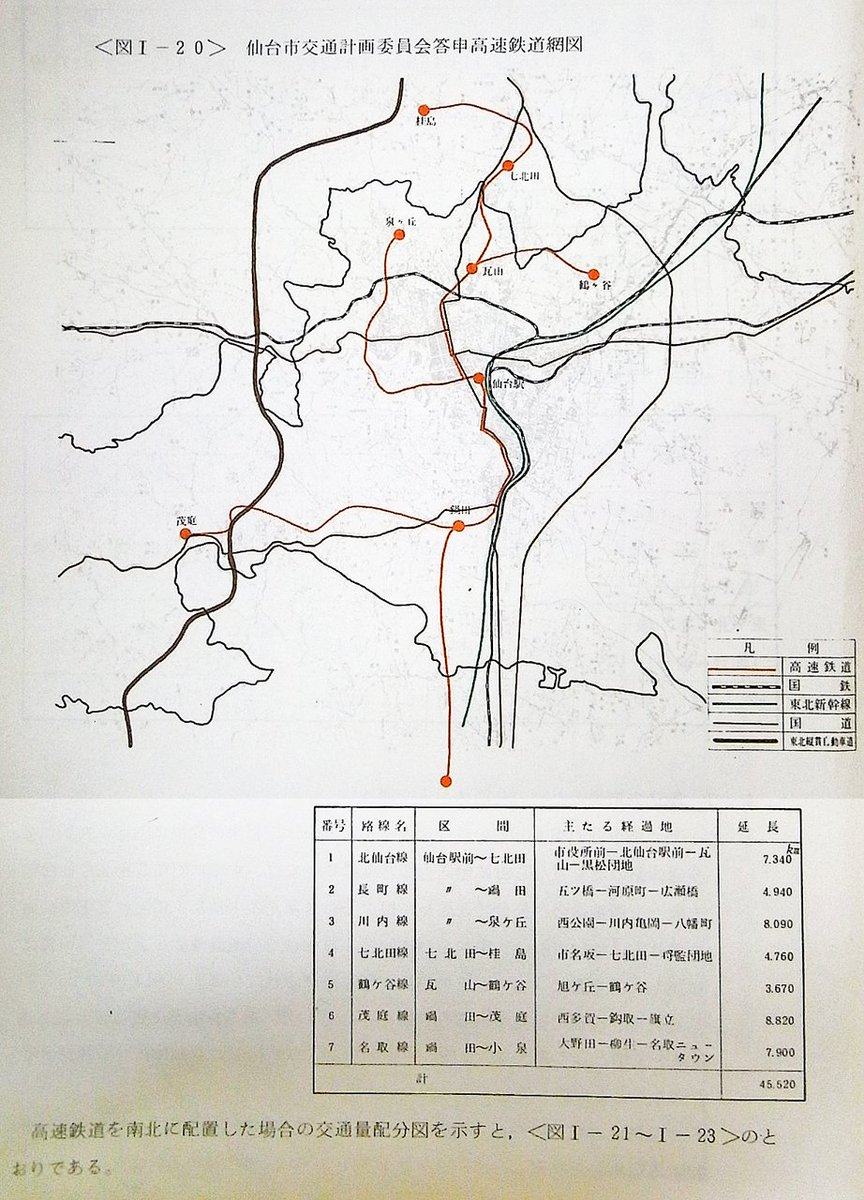
仙台市地下鉄構想路線図

1972年（昭和47年）に仙台市交通計画委員会から答申された7路線の地下鉄網（参照）は再編され、南北軸は1981年（昭和56年）3月23日、「仙塩広域都市計画 都市高速鉄道 第1号」（仙台市地下鉄南北線：八乙女駅 - 富沢駅、Google マップ、L=13.6km）として都市計画決定し、着工した（1987年7月15日開通）。
東西軸については1979年（昭和54年）8月の仙台都市圏交通計画懇話会で初めて公式提案され、1980年（昭和55年）の仙石線連続立体交差事業推進協議会において、地下化される仙石線の（仮称）仙台駅（現・あおば通駅）から西側に向かって広瀬川手前の西公園まで、仙石線直通運転の地下鉄東西線（L=約1.2km。現行同名路線とは異なる）を建設する構想をたてた。翌1981年（昭和56年）には市も同路線の整備方針を固め、1984年度（昭和59年度）から調査・検討が始まった。1984年（昭和59年）7月27日、国鉄（現・JR東日本）仙石線の（仮称）仙台駅から東側に向かって福田町駅までのL=7,730m（Google マップ）が「仙塩広域都市計画 都市高速鉄道 第2号」（JR仙石線）として都市計画決定して着工し、地下鉄南北線仙台駅と地下で接続する（仮称）仙台駅から在来線と接続する仙台東口駅（現・仙台駅）を経て陸前原ノ町駅を過ぎるまでが地下新線（仙台トンネル）、陸前原ノ町駅より先は高架等によって建設されることになった（1995年度完成見込みだったが、実際には2000年3月11日開通）。

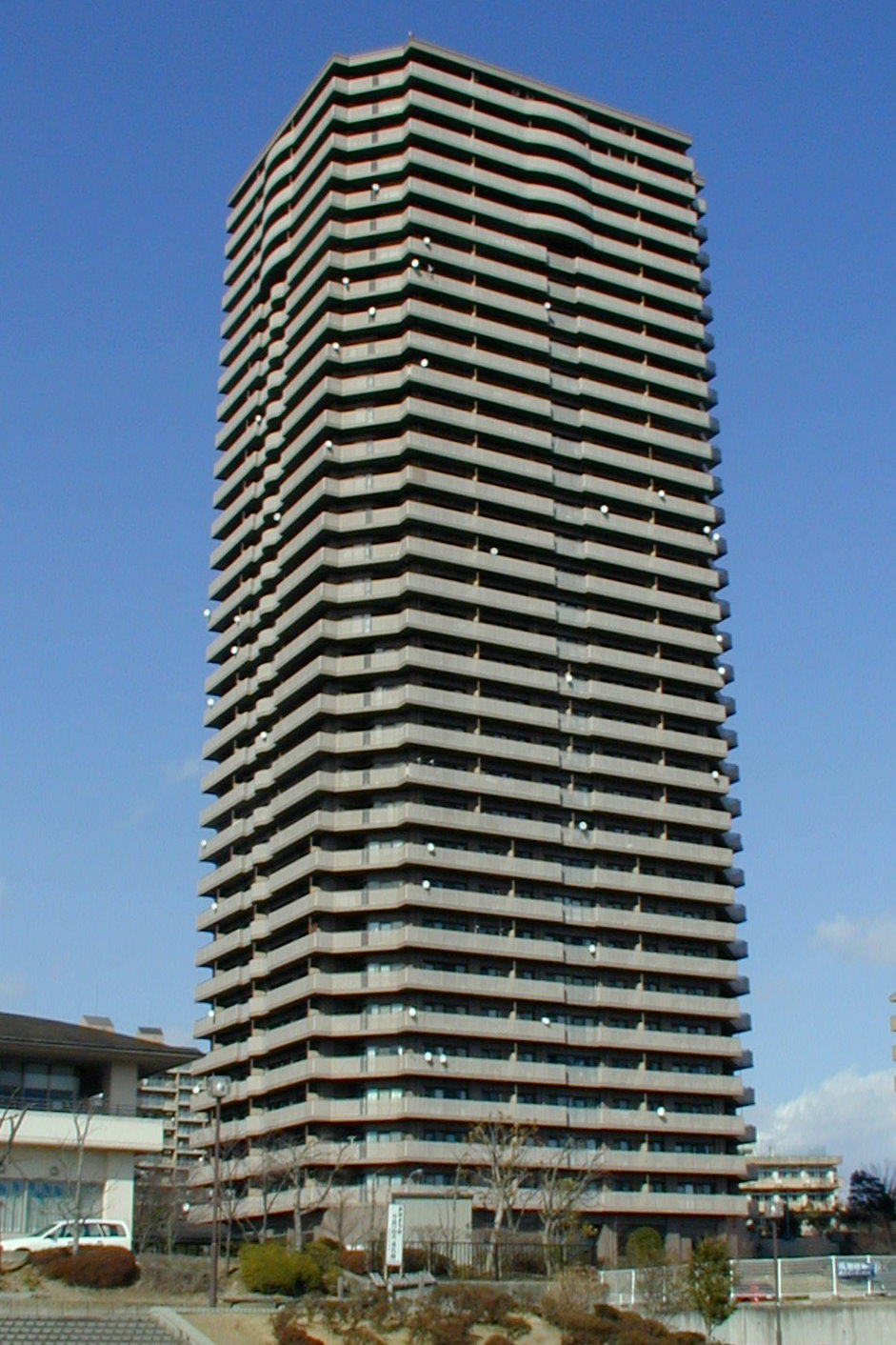
仙台市が開発・分譲した茂庭台団地に1993年に竣工した、ダイアシティ2000茂庭アトラスタワー（2010年3月）

西公園より西側は河岸段丘や丘陵地帯が広がっているため地下鉄（最急勾配35‰まで許可）での建設を断念し、建設省の補助事業として1985年度（昭和60年度）から4年にわたり、南西部および北西部へのモノレール等新交通システム（最急勾配60‰まで許可）を導入するための調査を実施した。1985年度（昭和60年度）と翌年度の調査により「モノレール南西線」の原案が完成し、1987年（昭和62年）11月に公表された。それは西公園から南西に向かい、仙台市八木山動物公園付近を経て、仙台市の新住宅市街地開発事業によって造成された茂庭台団地に至る路線（L=11.8km、12駅）だった。広瀬川や竜口峡谷を渡ること、青葉山丘陵を急勾配で上り下りする必要があること、建設費の削減などからモノレールが有力となったためそう呼ばれる。モノレールおよび新交通システムは道路の付属物として、道路管理者（本事業は市道上に建設されるため仙台市）が道路整備事業の一環として建設することになっているため、モノレール南西線が高架で通る予定の川内旗立線や山田茂庭線などの都市計画道路も合わせて計画・検討された。1988年（昭和63年）6月には沿線住民を中心に「都市モノレール等南西線建設促進期成同盟会」が設立された。一方、1988年度（昭和63年度）には北西線の調査が実施された。西公園を起点とし、延伸が決まったばかりの地下鉄南北線・泉中央駅までの環状ルートなどが検討されたが、大量輸送機関を導入することは難しいとのことで自然消滅していった。
- 2007年の移転まで西公園にあった仙台市天文台（2005年12月）。同地にモノレール南西線と（旧）地下鉄東西線の乗換駅が設置される計画だった。
- 広瀬川越しに北側から見た川内地区と青葉山（2004年7月）。ルート変更前の（都）川内旗立線[注 2]は、写真左の県美術館と同中央の公務員住宅との間にある川内庭球場付近を起点として、直線的に青葉山に向かい、仙台城本丸西側を上がる計画だった。
- 1966年に都市計画決定された（都）川内旗立線の動物公園前交差点にある、1965年開園の仙台市八木山動物公園入口（2007年9月）。八木山駅が近接する計画だった。
- 1961年廃線の秋保電気鉄道跡を利用した宮城交通バス専用線（2009年12月）。（都）山田茂庭線[注 3]の一部となり、（都）川内旗立線と共にモノレール南西線が高架で建設される計画だった。

モノレール南西線ではさらに、当初の西端の駅であった茂庭台駅から北に向かい、錦ケ丘（1985年造成開始）を経由して仙山線・愛子駅まで約5kmの延伸構想が生まれた。これは、1987年（昭和62年）11月1日に両地区が含まれる宮城町が仙台市に合併される際のバーターであり、1989年（平成元年）4月1日の政令指定都市移行後の愛子副都心構想とも連動したものであった。

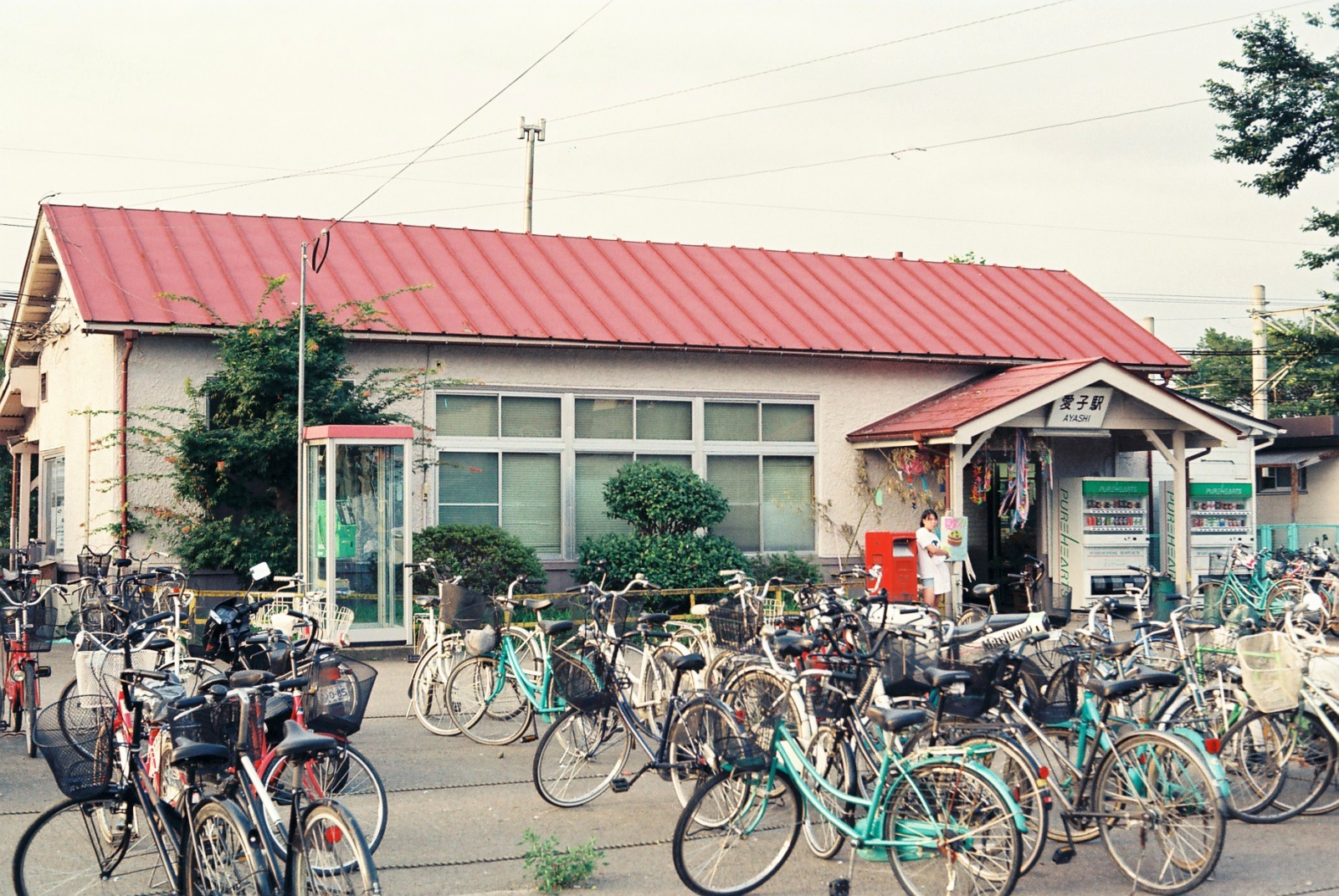
宮城町との合併により、南西線の延伸先とされた愛子駅（1991年8月）

計画・構想が公表される一方で、（都）川内旗立線が川内キャンパス（1957年取得）など学内を通過する予定の東北大学が難色を示していた。そのため（都）川内旗立線の建設が前提であるモノレール南西線構想は進まず、市幹部からは「大学さえ了承してくれれば、市道とモノレールはすぐにも着工できる。」との発言もあった。
1991年（平成3年）3月、地下鉄東西線とJR仙石線との相互直通運転に対するJR側負担分の資金調達、および、モノレール南西線・地下鉄東西線の採算性の双方に困難があるとして、石井亨仙台市長（当時）が市の構想分の断念を発表した。代わって、採算に困難があるとされ頓挫していた、六丁の目新交通システム構想と連動した八木山駅 - 六丁の目駅間の東西交通軸を検討すると発表した。すると、仙台市都心部においては青葉通の地下を通して仙台駅に至り、東口側に出たら高架で宮城野通（1990年全線供用開始）を通る形をとり、その他の区間は計画中あるいは整備中のいくつかの都市計画道路を高架で通る路線が検討された。また、長期的な将来構想としては茂庭台団地から仙台港に至る路線とした。
|          | 仙山線     | 仙山線 |
| 愛子駅   | 陸前落合駅 |        |
| -------- | ---------- | ------ |
| 1980年度 | 612        | 204    |
| 1985年度 | 1,111      | 777    |
| 1990年度 | 1,901      | 1,882  |
| 1995年度 | 2,273      | 2,400  |
| 2000年度 | 2,939      | 2,597  |
| 2005年度 | 3,380      | 3,193  |
| 2010年度 | 3,409      | 3,469  |
| 2015年度 | 3,857      | 3,837  |

茂庭台から愛子駅までの将来構想はここで失われることになるが、そもそもモノレール南西線が仙山線と比べて仙台駅までの所要時間短縮に繋がらず、運賃もより高い見込みであったこと、仙台市への編入合併により旧宮城町内の全駅が特定都区市内になって運賃的なメリットがあったこと、1984年（昭和59年）より仙山線仙台駅 - 愛子駅間（Google マップ、単線、営業キロ：15.2km）に区間列車が設定されたことで同区間で利用できる普通列車平日本数が、1982年（昭和57年）には上り10本/下り10本（仙台駅発終電:21時18分）だったのが、1991年（平成3年）には上り44本/下り42本（仙台駅発終電:23時52分）と急増していたこと、都心部に直結する自動車専用道路の国道48号仙台西道路が愛子盆地に延長された形の愛子バイパスが1990年（平成2年）3月に供用開始されたことなどもあり、構想復活には至らなかった。その一方、構想消滅から約1年後の1992年（平成4年）4月には、宮城県、山形県、仙台市、山形市、JR東日本東北地域本社（当時）の5者により「仙山線輸送強化研究会」が発足し、10月には第1回「仙山線機能強化研究会」の会合が開かれるなど、同地での公共交通政策の焦点は仙山線に移り、複線化を含めた改善策が話し合われた。
1992年（平成4年）6月、東北大学は（都）川内旗立線の学内通過の受け入れ拒否を正式に市に伝えた。このため、1995年度（平成7年度）事業着手に向けて進めてきた（都）川内旗立線および新交通システム東西線は、川内から八木山までの区間において頓挫することになった。状況打破のため（都）川内旗立線の新ルートが検討されていた最中の1993年（平成5年）7月3日、今度は東西交通軸構想を牽引してきた石井がゼネコン汚職事件で逮捕されてしまった。同年8月22日に新市長に就任した藤井黎は、このような中でも構想を進めた。

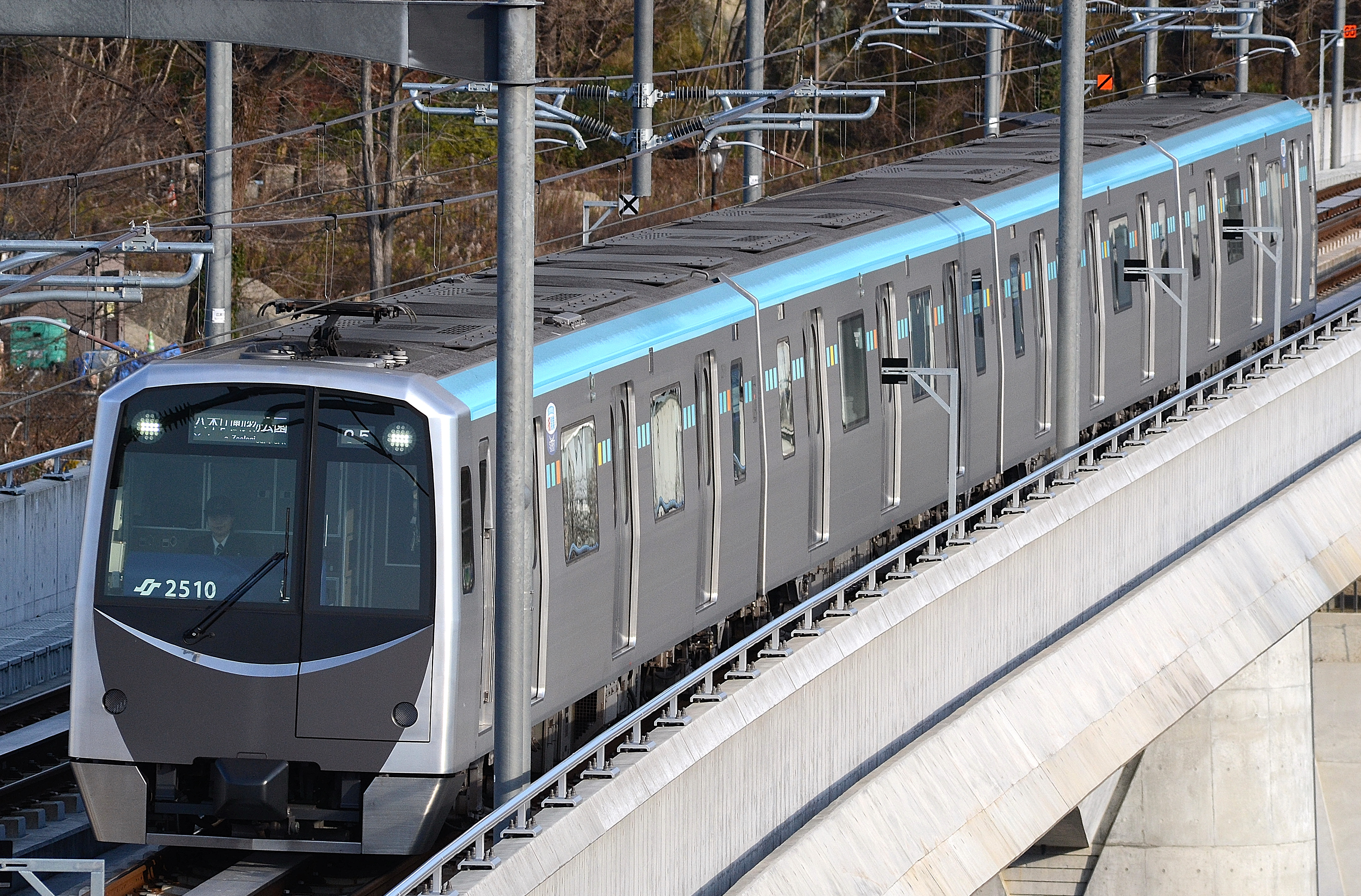
（都）川内旗立線の建設と切り離すことが可能で、モノレール等新交通システムと同等の最急勾配60‰まで許可される、リニア地下鉄で建設・開業した仙台市地下鉄東西線（川内駅 - 青葉山駅間に最急勾配57‰）（2015年12月）

1994年（平成6年）、東北大学は（都）川内旗立線および新交通システムの新ルートによる学内通過を受け入れた。また、1995年（平成7年）9月27日には今後の協議内容も含めて文書化し、市に提出した。同年度から市は、新しい中量軌道輸送システムであるリニア地下鉄（最急勾配60‰まで許可）での検討も開始。1996年（平成8年）には市長が東西線の事業化に向けて検討すると表明した。2000年（平成12年）3月、道路新設を伴わなくてもよく、モノレール並みに急勾配を上り下り出来るリニア地下鉄を導入機種とすること、および、ルートを決定。2005年（平成17年）7月31日、（新）地下鉄東西線が争点となった市長選において、建設推進を公約とした梅原克彦が当選。同年8月10日に「仙塩広域都市計画 都市高速鉄道 第4号」（仙台市地下鉄東西線：八木山動物公園駅 - 荒井駅、L=13.9km）として都市計画決定して着工した（2015年12月6日開通）。
結果的に、モノレール南西線は未成線となった。また、（都）川内旗立線（3環状12放射状線の「内環状線」の一部区間を構成）は、（新）地下鉄東西線新設の前提ではなくなったものの、同線の竜の口橋りょうが鉄道道路併用橋として建設され、2層構造の上層に通す予定となっている。

### 東西軸の変遷
- 背景色がある路線（仙石線地下新線、および、（新）地下鉄東西線）は実際に開通している。

| 年       | 経由地              | 経由地              | 経由地                           | 経由地                           | 経由地                                                                   | 経由地                                                                   | 経由地                                                                   | 経由地                                                                   | 経由地                                                                   | 経由地                                                                   | 経由地                                                                   | 経由地                                                                   | 経由地                                                                   | 経由地                                                                   | 経由地                                                                   | 経由地                                                                   | 経由地              | 経由地              |                     |
| 年       | 愛子                | 茂庭台              | 茂庭台                           | 八木山                           | 八木山                                                                   | 西公園                                                                   | 西公園                                                                   | （仮）仙台駅 （あおば通駅）                                              | （仮）仙台駅 （あおば通駅）                                              | 仙台駅 （在来線）                                                        | 仙台駅 （在来線）                                                        | （仮）仙台東口駅 （仙石線仙台駅）                                        | （仮）仙台東口駅 （仙石線仙台駅）                                        | 六丁の目                                                                 | 六丁の目                                                                 | 荒井                                                                     | 荒井                | 仙台港              |                     |
| -------- | ------------------- | ------------------- | -------------------------------- | -------------------------------- | ------------------------------------------------------------------------ | ------------------------------------------------------------------------ | ------------------------------------------------------------------------ | ------------------------------------------------------------------------ | ------------------------------------------------------------------------ | ------------------------------------------------------------------------ | ------------------------------------------------------------------------ | ------------------------------------------------------------------------ | ------------------------------------------------------------------------ | ------------------------------------------------------------------------ | ------------------------------------------------------------------------ | ------------------------------------------------------------------------ | ------------------- | ------------------- | ------------------- |
| 1987年   |                     |                     | 南西線 (L=12km) （モノレール等） | 南西線 (L=12km) （モノレール等） | 南西線 (L=12km) （モノレール等）                                         | 南西線 (L=12km) （モノレール等）                                         | （旧）地下鉄東西線 (L=1.2km) （仙石線直通）                              | （旧）地下鉄東西線 (L=1.2km) （仙石線直通）                              | 仙石線地下新線 （L=3.5km、陸前原ノ町駅まで） 2000年3月11日開通           | 仙石線地下新線 （L=3.5km、陸前原ノ町駅まで） 2000年3月11日開通           | 仙石線地下新線 （L=3.5km、陸前原ノ町駅まで） 2000年3月11日開通           | 仙石線地下新線 （L=3.5km、陸前原ノ町駅まで） 2000年3月11日開通           | 仙石線地下新線 （L=3.5km、陸前原ノ町駅まで） 2000年3月11日開通           |                                                                          |                                                                          |                                                                          |                     |                     |                     |
| 1989年頃 | 南西線 （将来構想） | 南西線 （将来構想） | 南西線 (L=12km) （モノレール等） | 南西線 (L=12km) （モノレール等） | 南西線 (L=12km) （モノレール等）                                         | 南西線 (L=12km) （モノレール等）                                         | （旧）地下鉄東西線 (L=1.2km) （仙石線直通）                              | （旧）地下鉄東西線 (L=1.2km) （仙石線直通）                              | 仙石線地下新線 （L=3.5km、陸前原ノ町駅まで） 2000年3月11日開通           | 仙石線地下新線 （L=3.5km、陸前原ノ町駅まで） 2000年3月11日開通           | 仙石線地下新線 （L=3.5km、陸前原ノ町駅まで） 2000年3月11日開通           | 仙石線地下新線 （L=3.5km、陸前原ノ町駅まで） 2000年3月11日開通           | 仙石線地下新線 （L=3.5km、陸前原ノ町駅まで） 2000年3月11日開通           |                                                                          |                                                                          |                                                                          |                     |                     |                     |
| 1991年頃 |                     |                     | 東西線 （長期計画）              | 東西線 （長期計画）              | 東西線（都心部は地下線、他は高架線） （新交通システム）                  | 東西線（都心部は地下線、他は高架線） （新交通システム）                  | 東西線（都心部は地下線、他は高架線） （新交通システム）                  | 東西線（都心部は地下線、他は高架線） （新交通システム）                  | 東西線（都心部は地下線、他は高架線） （新交通システム）                  | 東西線（都心部は地下線、他は高架線） （新交通システム）                  | 東西線（都心部は地下線、他は高架線） （新交通システム）                  | 東西線（都心部は地下線、他は高架線） （新交通システム）                  | 東西線（都心部は地下線、他は高架線） （新交通システム）                  | 東西線（都心部は地下線、他は高架線） （新交通システム）                  | 東西線 （長期計画）                                                      | 東西線 （長期計画）                                                      | 東西線 （長期計画） | 東西線 （長期計画） | 東西線 （長期計画） |
| 2000年   |                     |                     |                                  |                                  | （新）地下鉄東西線 (L=13.9km) （リニアモーター地下鉄） 2015年12月6日開通 | （新）地下鉄東西線 (L=13.9km) （リニアモーター地下鉄） 2015年12月6日開通 | （新）地下鉄東西線 (L=13.9km) （リニアモーター地下鉄） 2015年12月6日開通 | （新）地下鉄東西線 (L=13.9km) （リニアモーター地下鉄） 2015年12月6日開通 | （新）地下鉄東西線 (L=13.9km) （リニアモーター地下鉄） 2015年12月6日開通 | （新）地下鉄東西線 (L=13.9km) （リニアモーター地下鉄） 2015年12月6日開通 | （新）地下鉄東西線 (L=13.9km) （リニアモーター地下鉄） 2015年12月6日開通 | （新）地下鉄東西線 (L=13.9km) （リニアモーター地下鉄） 2015年12月6日開通 | （新）地下鉄東西線 (L=13.9km) （リニアモーター地下鉄） 2015年12月6日開通 | （新）地下鉄東西線 (L=13.9km) （リニアモーター地下鉄） 2015年12月6日開通 | （新）地下鉄東西線 (L=13.9km) （リニアモーター地下鉄） 2015年12月6日開通 | （新）地下鉄東西線 (L=13.9km) （リニアモーター地下鉄） 2015年12月6日開通 |                     |                     |                     |

## 駅一覧
構想されたものであり、駅名は仮称である。構想を俯瞰するため、駅のおおよその位置も示した。八木山から茂庭台までは太白区内、他は青葉区内。
西公園駅（北緯38度15分32.6秒 東経140度51分46.6秒 / 北緯38.259056度 東経140.862944度） - 青葉山駅（北緯38度15分12.8秒 東経140度51分14.5秒、北緯38度15分17.2秒 東経140度50分30.7秒） - 八木山駅（北緯38度14分42.6秒 東経140度50分49.7秒 / 北緯38.245167度 東経140.847139度） - ひより台駅（北緯38度13分40.5秒 東経140度49分34.5秒 / 北緯38.227917度 東経140.826250度） - 茂庭台駅（当初計画での最終駅、北緯38度14分6.9秒 東経140度47分0.5秒） - 愛子駅（将来延伸構想、北緯38度16分20.4秒 東経140度45分41.8秒）